# Niafadié

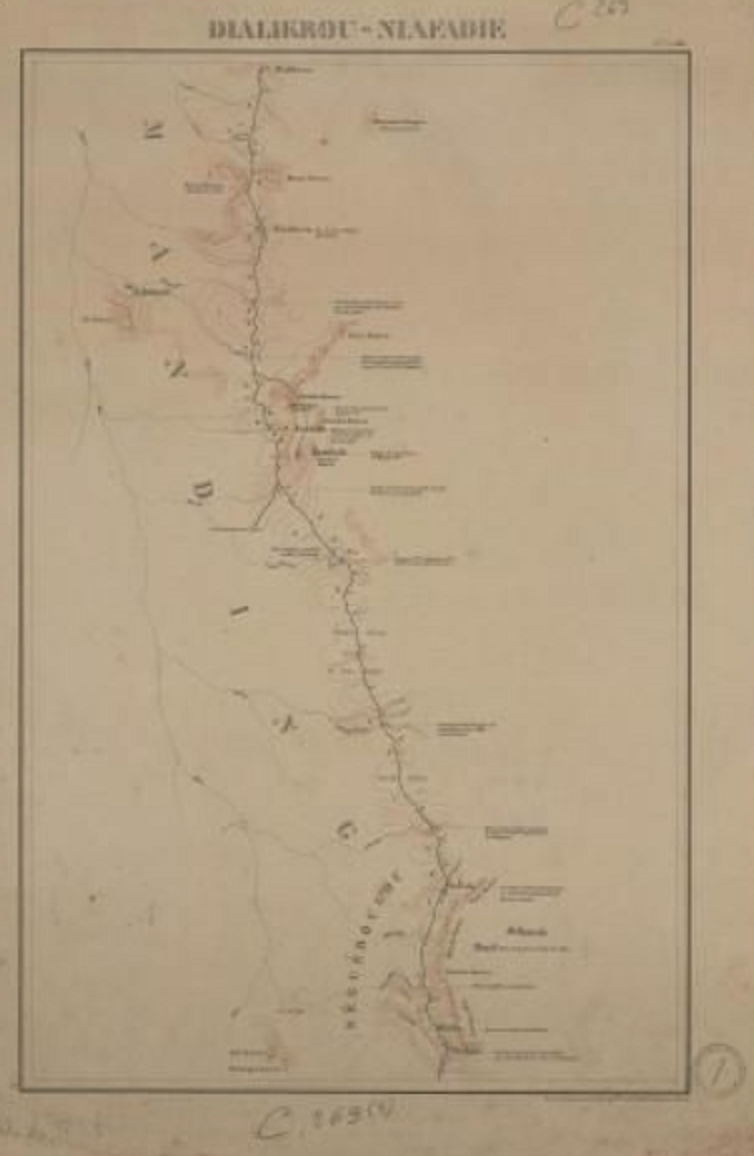
Niafadié

Niafadié és una població de Guinea, a la regió de Kankan, prefectura de Siguiri a uns 1.300 metres sobre el nivell de la mar.
Era una ciutat destacada del país de Siéké i havia estat la seva capital. Estava situada al sud de Niagassola (les fonts donen 80 km però probablement eren força menys). Fou destruïda per Samori en un dels seus atacs en el que va arrasar les fortificacions. Els francesos hi van passar per primer cop en la segona campanya de Borgnis-Desbordes quan el tinent coronel anava a ajudar a la ciutat de Kéniera (febrer de 1882).
Niafadié va passar a domini francès el 1885 durant el govern de Combes si bé no es va ratificar fins al 1886 i es va confirmar per tractat poc després: el desembre de 1884 el comandant Combes va concentrar una columna a Diamou, a mig camí entre Kayes i Bafoulabé, amb 240 tiradors (dos companyies) i un escamot de spahis, amb els capitans Louvel, Hacquart i Chanteaume, el tinent Péroz i el tinent Harmand, i obrers qualificats, en total 410 homes. Van sortir el gener de 1885 passant per Kita i d'allí a Niagassola on van arribar el març i van començar a construir el fort. Després van anar al Siéké i al Bouré, que es van sotmetre expulsant als sofes (els guerrers de Samori) de les seves posicions. Després va arribar a Siguiri, on el comandant Combes va travessar el riu i va destruir un poblament que s'havia mostrat hostil. Baixant després per la riba esquerra va arribar a Kangaba i va deixar una peça d'artilleria per protegir la construcció del fort de Niagassola; el capità Louvel va enviar un destacament a Niafadié, per controlar una eventual sedició. El Bouré va aportar queviures. La resta de la columna va arribar a Bamako l'abril. Samori mentre, que no esperava als francesos, havia reunit les seves forces a la riba dreta del Níger per lluitar contra el rei Tieba del Canadougou i Kénédougou (Kenedugu). La pèrdua del Bouré el va molestar especialment; es va instal·lar a Bissandougou a l'espera d'una ocasió favorable per recuperar el Bouré que estava situat al sud-sud-oest del Siéké. Combes va considerar inútil conservar la posició de Kangaba i va ordenar al capità Louvel d'evacuar-la, i retornar a Niagassola, el que Louvel va complir sortint de Kangaba a la meitat d'abril i passant per Mansala i Niafadié, on es va reunir amb la secció que estava en aquest lloc manada pel capità Dargelos i va arribar després a Niagassola el maig. A mitjan maig, bandes de sofes de Samori van creuar el Níger i Combes va alertar a Louvel al que va ordenar reconstruir la posició de Niafadié amb ajut de la gent de Bougourou (a l'oest del Sékié), hostils al almamy; el capità Dargelos va retornar a Niafadié mentre Louvel es quedava al Bougourou. Mentre Samori, advertit de la retirada francesa de Kangaba, va creuar el Níger la nit del 27 al 28 de maig, amb intenció d'ocupar Niafadié que suposava abandonada. Louvel va enviar al tinent Bonnard en missió de reconeixement a Setiguia, capital del Bouré ; va passar la nit del 30 al 31 allí i l'endemà es va retirar al Bougourou. Al sortir, el germà de Samori, Malinkamory, va entrar a la població amb uns cinc mil homes, va massacrar als habitants i va perseguir als francesos als que va atrapar prop del riu Kommodo, a mig camí entre Setiguia i Bougourou. Al sentir trets el capità Louvel va acudir en ajut del seu tinent; cent homes es van enfrontar a cinc mil, que al cap de poca estona es van desbandar deixant 300 morts i 700 ferits (31 de maig de 1885). Malinkamory sospitant que s'enfrontava a tota la columna francesa van decidir travessar el riu mentre Louvel retornava al Bougourou i d'allí va anar a Niafadié, per si el capità Dargelos necessitava ajut. Efectivament Samori ja s'havia adonat que només tenia al davant una companyia i va decidir ocupar Niafadié. Dargelos havia fortificat la seva posició al sud-est de Niafadié; Louvel no volia ser assetjat a Niafadié i va decidir retirar-se cap a Niagassola el 2 de juny però en abandonar la població va ser atacat per tots costats; sense gaires municions i amb molts ferits del combat del 31 de maig, es va replegar a Niafadié, mentre deu mil sofes l'atacaven; el foc massiu dels francesos va matar o ferir uns 600 enemics que va recular. Samori va decidir assetjar el lloc. Els francesos tenien aigua i menjar per deu dies i només els millors tiradors podrien disparar per no gastar municions. El comandant Combes que era a Koundou (en ruta de retorn de Bamako cap a Kayes) va saber la situació pel tinent Péroz i va anar a marxes forçades (135 km en 3 dies) cap a Niafadié on va arribar el 6 de juny. També va reunir al contingent que havia quedat a Niagassola i tropes que havia cridat de Kita. El 10 de juny va arribar a Kolitou, a 800 metres dels assetjats; de sobte va caure sobre els sofes que es van dispersar, i es va reunir amb Louvel. El setge havia durat deu dies. El tinent Bonnard va morir poc després de les ferides rebudes. Tots junt van avançar cap a Niagassola per Oudoula i Dougounkoto. Samori els va perseguir am uns 5000 homes mentre el seu germà Fabou Ibrahima va sortir del país manding per establir-se al gué de Kokoro (a 10 km de Niagassola) per tallar l'accés al lloc. En un combat parcial a Dougounkoto (12 de juny de 1885) van provocar 820 baixes als sofes (i 600 ferits)[1]. El dia 14 de juny l'avantguarda es va enfrontar a l'exèrcit de Fabou Ibrahima a Kokoro, al qual va derrotar, podent passar tota la columna que pel darrere contenia a Samori. En aquest combat el informe de baixes enemigues fou de 650 morts i 1800 ferits. Un hora o dues després arribaven al fort de Niagassola on hi havia un canó que els protegia. La població de Niagassola, no obstant, fou cremada pels sofes (18 de juny) que foren rebutjats davant del fort, mentre Malinkamory ocupava Gale, a mig camí entre Niagassola i Kita. El tinent Péroz i 150 tiradors es van quedar al fort i la resta van retornar a Kita. Combes, al que els sofes anomenaven "el diable", com que s'acostava el hivern, va retornar a Kayes. Samori va retirar-se a Faraoulia, al Siéké, a uns quilòmetres a l'est de Niafadié, deixant guarnició a Kokoro i al seu germà Malinkamory a Gale; Fabou Ibrahima va tornar al país manding.
El 1886 en les lluites entre el nou comandant francès Frey i Samori Turé, el primer va creuar el Bakhoy el 10 de gener i va marxar sobre Gale; l'enemic es va retirar després de cremar el poble. Malinkamory, germà de Samori, va retornar cap a les seves bases de Niafadié i Nabou per unir-se al seu germà Fabou Ibrahima. Frey va avançar cap a Niafadié però va arribar tard a la població, unes hores després que Malinkamory ja havia sortit cap a Nabou. Frey el va perseguir i el va atrapar a la nit al marigot de Fatako-Djino; es va iniciar la lluita, en la qual Frey fou salvat pel intèrpret natiu Alassane-Dio, i els francesos van dispersar als sofes que van deixar uns quants morts (17 de gener de 1886) i l'endemà van seguir cap a Nabou que van ocupar quan els sofes ja l'havien evacuat. Allí van saber que Malinkamory es dirigia cap a Farbalé per tornar al riu Níger; Frey va esperar allí a les columnes del capità Ridde i el comandant Combes que van arribar al cap de poc (20 de gener). D'allí van passar a Niagassola, situada al nord-oest; es van acostar a Bodola, i l'avantguarda es va enfrontar a un destacament enviat per Fabou Ibrahima en ajut del seu germà; els francesos van rebutjar aquest destacament enemic, el qual es va retirar. El 26 de gener els francesos van arribar a Niagassola. Mentre Samori, que era a Sanankoro (al sud de Bissandougou), veient l'exèrcit dels seus germans desfet, va enviar propostes de pau. Frey va acceptar però va exigir la retirada de les tropes que hi hagués a la riba esquerra del Níger; Samori va donar les ordres i Fabou Ibrahima amb les darreres tropes va repassar el riu a començaments de febrer.